# الكسندر دبليو. غريغ
الكسندر دبليو. غريغ (بالإنجليزية: Alexander W. Gregg)‏ هو محامي وسياسي أمريكي، ولد في 31 يناير 1855 في سنترفيل في الولايات المتحدة، وتوفي في 30 أبريل 1919 في فلسطين في الولايات المتحدة. حزبياً، نشط في الحزب الديمقراطي. وقد انتخب عضو مجلس النواب الأمريكي.